# Rue Edith Cavell
La rue Edith Cavell (en néerlandais: Edith Cavellstraat) est une voie bruxelloise de la commune d'Uccle.

## Situation et accès
La rue Edith Cavell se situe de la rue Vanderkindere jusqu'à l'avenue de Fré et traverse la rue du Pacifique, la rue Marie Depage, l'avenue Winston Churchill, avenue Montjoie, avenue Brunard, rue Roberts Jones, rue Langeveld, rue Zeecrable, avenue du Hoef.

## Origine du nom
Edith Cavell est une infirmière britannique fusillée par les Allemands pour avoir permis l'évasion de centaines de soldats alliés de la Belgique alors sous occupation allemande pendant la Première Guerre mondiale. Elle a donné en mémoire son nom à des monuments, rues, bâtiments à travers le monde. Son nom est également donné à la clinique Edith Cavell qui se situe dans la rue.